# Hračja Ačarjan
Hračja Ačarjan, západoarménsky Հրաչեայ Աճառեան, východoarménsky Հրաչյա Աճառյան (20. března 1876 Samatya, Istanbul – 16. dubna 1953, Jerevan) byl arménský lingvista.

## Život
Narodil se jako syn ševce a oslepl v dětství na levé oko, když se díval do slunce. Absolvoval Özel Getronagan Ermeni Lisesi a studoval od roku 1898 na univerzitě ve Štrasburku u Heinricha Hübschmanna a na Sorbonně u Antoine Meilleta, kde roku 1909 absolvoval. Poté pracoval jako učitel v Šuši, Teheránu a na Gevorkianském semináři ve Vagharšapatu.
Přežil genocidu Arménů a roku 1923 přišel do Jerevanu, kde působil jako docent cizích jazyků, srovnávací gramatiky a historie arménského jazyka. 29. září 1937 byl za stalinských čistek uvězněn, v roce 1939 byl propuštěn jako nevinný a učil dál na univerzitě.
Je autorem více než 200 vědeckých publikací o armenologii, arménském jazyku a orientálních jazycích. Byl členem arménské Akademie věd, francouzského sdružení lingvistů a Orientálního ústavu v Praze. Je po něm pojmenovaný arménský státní ústav lingvistiky.